# Leopoldo Di Girolamo
Leopoldo Di Girolamo (Montorio al Vomano, 11 agosto 1951) è un politico e medico italiano.
Eletto deputato della XV legislatura e senatore nelle legislature XIV e XVI (ruolo da cui si è dimesso nel 2009), è stato anche sindaco di Terni dal 22 giugno 2009 al 22 febbraio 2018 e presidente della Provincia di Terni dal 13 ottobre 2014 al 10 novembre 2016.

## Biografia
Dopo aver trascorso i primi anni di vita a Montorio al Vomano (provincia di Teramo), Di Girolamo si trasferì con la sua famiglia a Terni dove frequentò il liceo scientifico. Laureato in medicina e chirurgia, è medico di base, professione che ha continuato a svolgere anche durante la sua attività politica da sindaco.
Di Girolamo è sposato ed ha due figli.

## Carriera politica
Nel 1993 venne nominato segretario del Partito Democratico della Sinistra di Terni e nel 1997 segretario cittadino dei Democratici di Sinistra. 
Dal 1999 al 2001 ricoprì inoltre il ruolo di capogruppo dei Democratici di Sinistra in consiglio comunale a Terni.

### Parlamentare (2001-2009)
Nel 2001 Di Girolamo venne eletto come parlamentare al Senato all'interno delle liste DS – L’Ulivo. Nella XIV legislatura ricoprì gli incarichi di membro della XII commissione permanente (igiene e sanità), della commissione speciale in materia d'infanzia e di minori e della commissione straordinaria per la tutela e la promozione dei diritti umani.
Nel 2006 fu poi rieletto deputato, con la lista de L'Ulivo. Nella XV legislatura fu anche membro della commissione affari sociali e della commissione bicamerale per l'infanzia.
Nel 2008 Di Girolamo sì candidò nuovamente come senatore, nella lista del Partito Democratico, ricoprendo anche gli incarichi di membro della XII commissione permanente (igiene e sanità) e della commissione parlamentare di inchiesta sull'efficacia e l'efficienza del servizio sanitario nazionale.
Rassegnò le dimissioni dall'incarico di senatore il 4 novembre 2009, venendo sostituito nel seggio elettorale vacante nella regione Umbria dal primo dei non eletti della lista, Francesco Ferrante.

### Sindaco di Terni (2009-2018)
Nel 2009 Di Girolamo si candidò a sindaco di Terni sostenuto da una coalizione composta da PD, PRC, PCI, SEL, IdV, Partito Pensionati e dalla lista civica Progetto Terni Cittaperta. Alle elezioni del 6 e 7 giugno 2009 ottenne il 49,42% delle preferenze al primo turno, accedendo al ballottaggio contro Antonio Baldassarre (sostenuto dal centrodestra) svoltosi il 21 e 22 dello stesso mese e che Di Girolamo vinse con il 53,01% delle preferenze.
Il 3 maggio 2011 annunciò in consiglio comunale le proprie dimissioni da sindaco a causa di contrasti con il gruppo consiliare di maggioranza sul bilancio dell'ente e sulle linee strategiche della sua giunta. Tuttavia, il 19 dello stesso mese, dopo un confronto con la sua maggioranza, le ritirò.
Il 5 giugno 2013 Di Girolamo, nel corso di una manifestazione dei lavoratori delle acciaierie di Terni che vide la partecipazione di alcune centinaia di persone, fu ferito alla testa e portato al pronto soccorso per accertamenti, dove gli vennero applicati due punti di sutura alla testa. La vicenda ebbe ampia eco mediatica e suscitò polemiche in quanto, secondo la versione diffusa inizialmente dal comune, sarebbe stato colpito alla testa nel corso di una carica delle forze dell'ordine avvenuta all'ingresso della stazione ferroviaria di Terni. Di contro, la versione dei fatti fornita dalla polizia asserì che un manifestante avrebbe colpito Di Girolamo più volte alla testa con un ombrello.
Il 19 ottobre 2013 annunciò la sua intenzione di candidarsi come sindaco di Terni per un secondo mandato.Alle elezioni del 25 maggio 2014 Di Girolamo si presentò quindi sostenuto da una coalizione composta da PD, SEL e dalle civiche Cittaperta -Terni Dinamica, Progetto Terni, Terni dei Valori, Terni Oltre e Alleanza Democratici e Liberali. Al primo turno Di Girolamo ottenne il 46,88% dei voti, per poi vincere il ballottaggio contro il candidato del centrodestra Paolo Crescimbeni, con il 59,51% delle preferenze.
Il 3 ottobre 2016 annunciò il taglio di 4 assessori della sua giunta (che diventò, incluso il sindaco, di 6 membri) ed un piano di riequilibrio pluriennale per i debiti contratti dal comune di Terni. Il 20 giugno 2017 il ministero dell'interno si espresse favorevolmente al piano presentato dall'amministrazione comunale, che venne però respinto dalla corte dei conti dell’Umbria il 14 luglio 2017.  Ciò spinse Di Girolamo e la sua giunta a presentare un ricorso alle sezioni riunite della Corte dei Conti, che anche in questo caso lo respinsero il 24 gennaio 2018.
A seguito dell'avvio della procedura di dissesto finanziario dell'ente da parte della prefettura ternana, cui seguirono le pronunce della magistratura contabile e vibranti contestazioni da parte delle opposizioni e della cittadinanza, Di Girolamo annunciò ufficialmente le sue dimissioni da sindaco il 30 gennaio 2018, per poi confermarle in consiglio comunale il 16 febbraio dello stesso anno.
Il 22 febbraio 2018 il presidente della Repubblica Sergio Mattarella, su proposta del ministro dell'interno Marco Minniti, firmò quindi il decreto di scioglimento del consiglio comunale, nominando l'ex prefetto e vicecapo della polizia Antonino Cufalo commissario straordinario per la provvisoria gestione del comune.

### Presidente della Provincia di Terni (2014-2016)
Nell'ottobre 2014 Di Girolamo si candidò alla guida della provincia di Terni. Alle elezioni (le prime a suffragio ristretto riservato ai sindaci e dai consiglieri comunali della provincia a seguito dell'entrata in vigore della legge di riforma che porta il nome di Graziano Delrio), Di Girolamo ottenne il 65,81% dei voti espressi dagli amministratori locali aventi diritto al voto contro il 34,18% raccolto da Giorgio Cocco, sindaco di Porano.
Il 20 ottobre 2016 annunciò le proprie dimissioni da presidente della provincia a seguito della necessità di presentare, come sindaco di Terni, i piani di riequilibrio finanziario pluriennale dell'ente e di riconoscimento delle città di Terni e Narni come "area di crisi industriale complessa" ed al fine di consentire l'elezione di un nuovo presidente e di un nuovo consiglio, anche a causa del fatto che la durata in carica del presidente e del consiglio sia differente.
Di Girolamo fu quindi sostituito dal vicepresidente Giampiero Lattanzi, che assunse ad interim la guida dell'ente provinciale.

### Altre attività politiche (2025-)
A giugno 2025 è stato eletto segretario dell'unione comunale del PD di Terni con una percentuale dell’84,4% (363 voti). 

## Procedimenti giudiziari

### Inchiesta rinegoziazione Swap (2012-2015)
Il 31 marzo 2015 la corte dei conti dell'Umbria dichiarò la nullità degli atti di citazione nei confronti di Di Girolamo e degli altri indagati estinguendo (salvo appelli della procura regionale) il procedimento nato da una indagine della procura regionale della corte dei conti dell'Umbria sulla rinegoziazione di alcuni contratti di finanza derivata (Swap) che avrebbero causato un presunto danno erariale alle casse del comune di Terni di circa 2.700.000 euro, di cui circa 6.500 euro addebitati a Di Girolamo e a 6 assessori della sua giunta.

### Inchiesta "Eventi Valentiniani" (2012-2015)
Nel novembre 2015 il GIP di Terni Simona Tordelli accolse la richiesta di archiviazione dell'indagine formulata dal PM Elisabetta Massini in ordine ad una inchiesta per la quale nel 2013 Di Girolamo ricevette, insieme ad altre 28 persone, un avviso di garanzia per un presunto abuso d'ufficio e favoreggiamento personale nei confronti dell'ex assessore comunale agli "Eventi Valentiniani" dovuto ad una delibera del novembre 2012 votata dalla giunta comunale e successivamente approdata in consiglio comunale, attraverso la quale si riconobbero alcuni debiti fuori bilancio contratti dal comune di Terni, tra i quali alcuni legati ad eventi svoltisi nella città negli anni 2001 e 2002.

### Inchiesta manutenzioni ordinarie (2010-2015)
Nel dicembre 2015 la corte dei conti dell'Umbria assolse Di Girolamo ed altre 31 persone (tra cui ex assessori, consiglieri comunali ed un dirigente comunale) dall'accusa di aver causato un danno erariale alle casse del comune di Terni di 362.000 euro. L'ipotesi accusatoria era incentrata sul fatto che alcuni fondi relativi ad un mutuo di 500.000 euro acceso presso la cassa depositi e prestiti sarebbero stati utilizzati non solo per procedere ad interventi urgenti di riparazione di danni dovuti ad una alluvione che colpì la città di Terni nell'ottobre del 2010 ma anche per attività di manutenzione ordinaria, estranea all'evento.

### Inchiesta discarica di Villa Valle (2016-2020)
Il 7 dicembre 2020 insieme ad altre 17 persone venne assolto in primo grado dal giudice monocratico del tribunale di Terni Chiara Mastracchio con la formula "il fatto non sussiste" dalle ipotesi di turbata libertà degli incanti e illecito frazionamento relative all'aggiudicazione delle attività di smaltimento del percolato della discarica comunale di Vocabolo Valle a Terni, per le quali vennero svolte gare di appalto in economia dall'ente. L'assoluzione di Di Girolamo, che risultava indagato dal 2016, fu sollecitata anche dal pubblico ministero Marco Stramaglia, che evidenziò come l'avvenuto frazionamento degli appalti fosse causato dalle condizioni di difficoltà finanziaria del municipio.

### Inchiesta "Operazione Spada" (2016-)
II 15 ottobre 2020 Di Girolamo ed altri 18 indagati sono stati assolti in primo grado dal giudice monocratico del tribunale di Terni Biancamaria Bertan con la formula "il fatto non sussiste" da sei capi di imputazione mossi nei suoi confronti nell'ambito di una indagine della Procura della Repubblica di Terni avviata nel 2016 e relativa all’affidamento degli appalti comunali (Operazione Spada); il pubblico ministero Matthias Viggiano aveva chiesto condanne per un totale di 17 anni di reclusione.
L'indagine, che ebbe ampia eco mediatica anche a livello nazionale, vide anche l'emissione di un provvedimento firmato dal GIP di Terni Federico Bona Galvagno con il quale venne applicata a Di Girolamo la misura degli arresti domiciliari nel mese di maggio 2017 (contestualmente fu sospeso anche dalla carica di sindaco dal prefetto di Terni e dall'ordine dei medici di Terni), poi revocata dal nello stesso mese dal Tribunale del riesame di Perugia.